# Propionato de fluticasona
El propionato de fluticasona, vendido bajo las marcas Flovent y Flonase entre otras, es un medicamento esteroide, inhalado, que se utiliza para el tratamiento a largo plazo del asma y la EPOC. En la nariz se utiliza para la fiebre del heno y los pólipos nasales. También se puede utilizar para las aftas bucales. Actúa disminuyendo la inflamación.
Los efectos secundarios comunes cuando se inhala incluyen infecciones del tracto respiratorio superior, sinusitis, candidiasis y tos. Los efectos secundarios comunes cuando se usa en la nariz incluyen sangrado nasal y dolor de garganta.
El propionato de fluticasona fue patentado en 1980 y aprobado para uso médico en 1990. Está disponible como medicamento genérico. En Estados Unidos, el costo mayorista por pulverización es de aproximadamente 0,33 USD a partir de 2018. En el Reino Unido, a partir de 2019, el NHS pagaba aproximadamente 0,13 GBP por pulverización. En 2018, fue el decimosexto medicamento más recetado en los Estados Unidos, con más del 34 Millones de recetas.

## Usos médicos
La fluticasona está disponible en forma de aerosol nasal, inhalador de polvo, suspensión para inhalación (inhalador de dosis medida), crema y ungüento. Se comercializa en España y otros países de Europa como monopreparado con el nombre de Avamys.
Se presenta en algunos países en preparaciones combinadas con salmeterol (Atmadisc en Alemania), con formoterol, con azelastina (Dymista en EE. UU.) y con vilanterol.
El propionato de fluticasona se utiliza en forma de polvo o inhalación en aerosol para la profilaxis del asma. Las gotas nasales se utilizan en el tratamiento de los pólipos nasales. El aerosol nasal también se puede utilizar a nivel de la boca para las aftas.
El propionato de fluticasona en forma tópica se puede utilizar para tratar afecciones de la piel incluyendo eczema, psoriasis y erupciones cutáneas.

## Efectos adversos
La formulación en aerosol nasal y en inhalador oral tienen menos efectos secundarios tipo corticosteroides que la formulación en comprimidos porque limitan la absorción hacia la sangre. El uso del aerosol o inhalador en dosis superiores a las recomendadas o con otros corticosteroides puede aumentar el riesgo de sufrir efectos secundarios sistémicos graves inducidos aquellos por los corticosteroides. Estos efectos secundarios incluyen un sistema inmunológico debilitado, mayor riesgo de infecciones sistémicas, osteoporosis y presión elevada en los ojos.

### Aerosol nasal

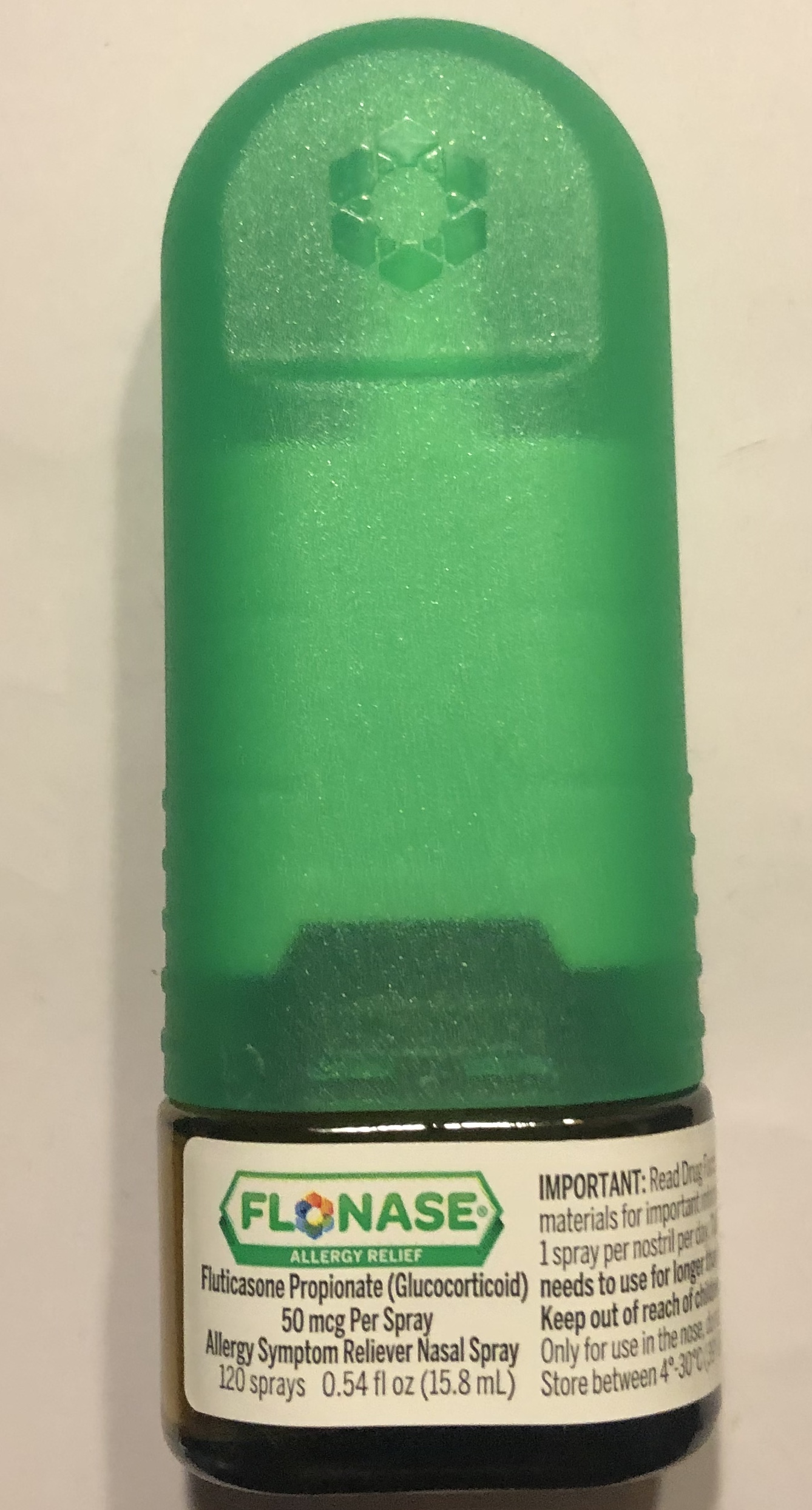
Aerosol nasal de la marca Flonase

Los efectos secundarios comunes pueden incluir irritación nasal (incluyendo ardor, escozor, sangrado), dolor de cabeza, malestar estomacal (principalmente náuseas, vómitos) y diarrea. Los efectos secundarios raros incluyen infección (evidenciada, por ejemplo, por fiebre, dolor de garganta y tos), problemas de visión, hinchazón severa, voz ronca y dificultad para respirar o tragar.

### Inhalado
Los efectos secundarios comunes pueden incluir infección del tracto respiratorio superior, irritación de garganta, candidiasis, tos y dolor de cabeza. Los efectos secundarios raros incluyen hematomas, hinchazón de la cara y el cuello, depresión, cansancio y dificultad para respirar.

## Farmacología
El propionato de fluticasona es un agonista altamente selectivo del receptor de glucocorticoides con actividad insignificante en los receptores de andrógenos, estrógenos o mineralocorticoides, por lo que produce efectos antiinflamatorios y vasoconstrictivos. Se ha demostrado que tiene una amplia gama de efectos inhibidores sobre múltiples tipos celulares (por ejemplo, mastocitos, eosinófilos, neutrófilos, macrófagos y linfocitos) y ciertos mediadores (por ejemplo, histamina, eicosanoides, leucotrienos y citoquinas) implicados en la inflamación. El propionato de fluticasona ejerce un efecto tópico sobre los pulmones sin efectos sistémicos significativos en las dosis habituales, debido a su baja biodisponibilidad sistémica.
La fluticasona es un glucocorticoide sintético y fluorado. Tanto el propionato de fluticasona y furoato de fluticasona son ésteres de la fluticasona. El propionato de fluticasona es un sólido incoloro que se presenta como un polvo blanco a casi blanco. La molécula es muy lipofílica. Por lo tanto, es casi insoluble en agua, pero entra rápidamente en las células y se une a los receptores de glucocorticoides citosólicos. El ingrediente activo se metaboliza a través de la enzima CYP3A4. Tiene mala absorción intestinal debido a su hidrólisis e insolubilidad.
El propionato de fluticasona y el furoato de fluticasona no son idénticos en sus efectos; el furoato de fluticasona muestra propiedades superiores (mejor unión al receptor de glucocorticoides, por lo que se requiere menos ingrediente activo) y no debe equipararse con el propionato de fluticasona.

## Interacciones
El propionato de fluticasona se descompone por la enzima CYP3A4 (citocromo P450 3A4) y se ha demostrado que interactúa con inhibidores potentes del CYP3A4, incluyendo el ritonavir y el ketoconazol. La coadministración de ritonavir y fluticasona puede provocar un aumento de los niveles de fluticasona en el organismo, lo que puede provocar síndrome de Cushing e insuficiencia suprarrenal. Se ha demostrado que el ketoconazol, un fármaco antimicótico, aumenta la concentración de fluticasona, lo que produce efectos secundarios sistémicos de los corticosteroides.
En 2024, GSK plc retiró Flovent del mercado y lo reemplazó por su fórmula genérica.